# Calonectris leucomelas
La pardela canosa (Calonectris leucomelas) es una especie de ave procelariforme de la familia Procellariidae que habita en el Pacífico occidental y extremo oriental del océano Índico.
Es un ave marina que pasa la mayor parte del año mar adentro y cría en pequeñas islas de Japón, Corea, Rusia y China. Se alimenta principalmente de calamares y peces.

## Descripción
Mide alrededor de 48 cm de largo, con una envergadura alar de 122 cm. El plumaje de sus partes superiores es pardo grisáceo oscuro y el de las inferiores blanco. En la cabeza presenta veteado pardo de densidad variable.

## Distribución
Es una especie principalmente pelágica pero que también se encuentra en aguas continentales. Se extiende principalmente por el Pacífico occidental. Anida en varias de las islas del Japón. Tras la cría la pardela canosa migra hasta el sur de Australia. Se han registrado individuos divagantes en las costas occidentales de Estados Unidos y hasta el sur de la India.

## Comportamiento
La pardela canosa se alimenta principalmente de peces y calamares. Suele seguir a los pesqueros atraídos por los bancos de anchoas de Japón. 
Anida en madrigueras. Prefiere colinas arboladas como lugar de anidamiento.